# Martin Hermann (Filmemacher)
Martin Hermann (* 1964 in Sulingen, Landkreis Diepholz, Niedersachsen) ist ein deutscher Filmemacher.
Bekannt geworden ist er bei Kennern vor allem durch seine drei „Apparatspott“-Filme, abendfüllende Spielfilme in plattdeutscher Sprache, die in den Jahren 1996 bis 2008 entstanden. Dabei ist er Regisseur, Produzent, Drehbuchautor, Komponist der Filmmusik, Kameramann und „Seele“ der Sulinger Filmemoker – einer Gruppe von nicht-kommerziellen Filmproduzenten, die ihr Geschäft bisher vor allem aus Spaß an der Freude betrieben haben. Außerdem ist er auch noch zuständig für Filmschnitt, Visuelle Effekte, Spezialeffekte, Sound Department und Editorial Department.
Während die Filmemoker beim ersten Apparatspott-Film aus nur zwei Personen bestanden, gehörten beim zweiten Film bereits sechs Personen zum Produktionsteam. Dabei zeichnete Martin Hermann für Regie, Musik, Kamera und Schnitt verantwortlich.
Martin Hermann betreibt seit Oktober 2005 seine eigene Produktionsfirma "fm-graphix".

## Werke
Unter der Regie von Hermann liegen drei Filme der Filmemoker in abendfüllender Filmlänge (jeweils 98 bzw. 93 bzw. 108 Minuten) vor. Alle drei beginnen im Titel mit „Apparatspott“ – es ist also eine Trilogie:
- Apparatspott 1: De Apparatspott – Ick heep keene Lust mehr hier ünnen. (1999; Vorbereitungen und Produktion seit 1996)
- Apparatspott 2: Apparatspott – Gerangel in Ruum un Tied. (2003; Vorbereitungen und Produktion seit 2000)
- Apparatspott 3: Apparatspott – Dat mokt wie gistern. (2008; Vorbereitungen und Produktion seit 2005)
- Das Sulingen Projekt: Eine virtuelle Zeitreise durch mehr als 10 Jahrhunderte (in Produktion seit 2016) in Zusammenarbeit mit Frank Wenker, Kerstin Melloh-Kordes, Werner Focke und Christine Nordenholz.